# Parazosmotes
Parazosmotes is een kevergeslacht uit de familie van de boktorren (Cerambycidae). De wetenschappelijke naam van het geslacht werd voor het eerst geldig gepubliceerd in 1959 door Breuning.

## Soorten
Parazosmotes omvat de volgende soorten:
- Parazosmotes deceptor Holzschuh, 2009
- Parazosmotes scincus (Pascoe, 1865)